# Бојан Остојић (фудбалер)
Бојан Остојић (Севојно, 12. фебруар 1984) бивши је српски фудбалер. Играо је на позицији штопера.

## Каријера
Каријеру је почео у Севојну где је одиграо три сезоне, а једну годину је као позајмљен играч наступао за Слободу из Ужица. Године 2006. је потписао за Слободу, играо је две сезоне за тај клуб. Наступао је и за Раднички Крагујевац, БАСК, Нови Пазар и Вождовац.
У лето 2013. године потписао је уговор са Чукаричким. У том периоду освојио је Куп Србије (сезона 2014/15), а изабран је у тиму сезоне Суперлиге за сезону 2015/16.
У јулу 2016. године је потписао уговор са београдским Партизаном. За Партизан је дебитовао 31. јула 2016. године против Напретка из Крушевца. Дана 15. октобра 2016. Остојић је постигао први гол у дресу Партизана против свог бившег клуба, Вождовца.

## Трофеји

### Чукарички
- Куп Србије (1) : 2014/15.

### Партизан
- Првенство Србије (1) : 2016/17.
- Куп Србије (3) : 2016/17, 2017/18, 2018/19.

### Индивидуална признања
- Првенство Србије — Идеални тим сезоне (2) : 2015/16, 2016/17.